# Vadik Murria
Vadik Murria Soriano (Kemerovo, 3 de septiembre de 2001), más conocido como Vadik Murria, es un futbolista hispano-ruso que juega de defensa central en el Oțelul Galați de la Liga I.

## Trayectoria
Murria es un jugador formado en la cantera del Villarreal CF, en la que ingresó en 2016. Tras pasar por el CD Roda, en la temporada 2018-19, en las filas del Juvenil "A" del Villarreal CF, ganó la Copa del Rey.
En la temporada 2019-20, formó parte del Villarreal Club de Fútbol "C" de la Tercera División de España.
En la temporada 2020-21, formó parte del Villarreal Club de Fútbol "B" de la Segunda División B de España, donde participó en 12 partidos.
El 11 de junio de 2022, el Villarreal "B" lograría el ascenso a la Segunda División de España, tras vencer en la final de la eliminatoria por el ascenso al Club Gimnàstic de Tarragona por dos goles a cero en el Estadio de Balaídos. Durante la temporada 2021-22, participó en 3 partidos de liga.
El 8 de agosto de 2022, firmó como jugador del Club de Fútbol Intercity de la Primera Federación por dos temporadas. Durante la temporada 2022-23, participó en 29 partidos de liga, en los que anotó 4 goles.
En julio de 2025, el jugador fue fichado por el Oțelul Galați de la Liga I, donde firmó un contrato de dos años.

## Clubes
| Club                          | País    | Año       |
| ----------------------------- | ------- | --------- |
| Villarreal Club de Fútbol "C" | España  | 2019-2020 |
| Villarreal Club de Fútbol "B" | España  | 2020-2022 |
| C. F. Intercity               | España  | 2022-2025 |
| Oțelul Galați                 | Rumania | 2025-act. |